# Gmina Kamionka Wielka
Die Gmina Kamionka Wielka ist eine Landgemeinde im Powiat Nowosądecki der Woiwodschaft Kleinpolen in Polen. Ihr Sitz ist das gleichnamige Dorf mit etwa 3250 Einwohnern.

## Gliederung
Zur Landgemeinde (gmina wiejska) Kamionka Wielka gehören folgende neun Dörfer mit einem Schulzenamt:
Bogusza
Jamnica
Kamionka Mała
Kamionka Wielka
Królowa Górna
Królowa Polska
Mszalnica
Za Górą
Mystków
Eine weitere Ortschaft der Gemeinde ist Gracze.